# Essex (Computerspiel)
Essex ist ein Textadventure des US-amerikanischen Entwicklers Synapse Software, das 1985 von Publisher Brøderbund für die Heimcomputer Apple II, Atari-8-Bit, Atari ST und Commodore 64 sowie für Computer mit PC-kompatiblem DOS veröffentlicht wurde.

## Handlung
Die Erde befindet sich im Krieg gegen die Rasse der Vollchonen. Professor Klein hat eine Möglichkeit entdeckt, die Vollchonen durch das Verschließen eines interdimensionalen Wurmlochs zu besiegen, ist jedoch mit seinem Raumschiff auf einem Planeten abgestürzt. Das (Weltraum-)Kreuzfahrtschiff Essex unter Kapitän Dee ist das einzige Schiff, das rechtzeitig zur Stelle sein könnte, um Klein zu retten. Aufgabe des Spielers ist es, Dee die Order für die Rettungsmission zu überbringen. Im weiteren Verlauf des Spiels muss der Spieler unter anderem andere Mitreisende als Spione entlarven und auf einem Planeten, den die Essex passiert, Rohstoffe für den Schiffsantrieb der Essex organisieren.

## Spielprinzip und Technik
Essex ist ein Textadventure, das heißt, Umgebung und Geschehnisse werden als Bildschirmtext aus- und die Handlungen des Spielers ebenfalls als Text über die Tastatur eingegeben und von einem Parser abgearbeitet. Das untere Bildschirmfünftel dient dabei der Befehlseingabe und den Reaktionen des Parsers darauf, die oberen 80 % sind der Darstellung der Umgebung und des Geschehens vorbehalten. Eine Besonderheit von Essex gegenüber der Mehrzahl zeitgenössischer Textadventures ist die dynamische Spielumgebung. Etwa ein Dutzend NPCs, die Mitreisende oder Bedienstete der Essex repräsentieren, gehen ihren eigenen Geschäften nach, was die Interaktion mit ihnen variabel gestaltet. Auch die Spielumgebung selbst, jedenfalls das Raumschiff Essex, verändert sich in Abhängigkeit vom Fortschritt der Geschichte.

## Produktionsnotizen
Das Spiel wurde als „electronic novel“ (dt. etwa: digitaler Roman) vermarktet, um sich von den technisch oft einfach gestrickten Textadventures der frühen 1980er-Jahre abzugrenzen und eine Nähe zu den hochwertigen Produkten der Firma Infocom herzustellen. Essex nutzt wie der Vorgänger Mindwheel und das zeitgleich erschienene Brimstone die Engine BTZ („Better Than Zork“), die von den Programmierern Cathryn Mataga (damals noch William Mataga) und Steve Hales entwickelt worden war. Im Gegensatz zu Mindwheel war aber kein hauptberuflicher Schriftsteller Autor des Skripts zu Essex, sondern der Synapse-Programmierer Bill Darrah. Der Spielkarton enthielt eine gedruckte Kurzgeschichte in Buchform, die im Spiel referenziert wurde und somit einen Kopierschutz darstellte.
Autor Bill Darrah, der im gleichen Jahr auch Brimstone programmierte, zeichnete 1988 für die Atari-ST-Version von Zak McKracken and the Alien Mindbenders verantwortlich.

## Rezeption
Die ASM kritisierte primär die langen Ladezeiten der C64-Version, die dadurch bedingt waren, dass jeglicher Text von Diskette nachgeladen werden musste, und gemäß ASM-Rezensent Ulrich Mühl jegliche Motivation des Spielers abwürgten. Das Atari-ST-User-Magazin hob den hochentwickelten Parser und die lebensecht agierenden NPCs positiv hervor, kritisierte aber die geringwertigen Packungsbeilagen („rip-off“) und eine langweilige Präsentation des Spiels und attestierte Essex einen hohen Schwierigkeitsgrad. Das Blog „The Digital Antiquarian“ des Interactive-Fiction-Autors Jimmy Maher stellt heraus, dass man Essex deutlich anmerke, dass ein Programmierer das Skript geschrieben habe; Darrah verwechsele regelmäßig „elegante mit gestelzter“ Ausdrucksweise und könne sich außerdem nicht entscheiden, ob Essex eine Star-Trek-Parodie oder -Hommage sein solle.